# Ixorida inornata
Ixorida inornata är en skalbaggsart som beskrevs av Franz Antoine 1986. Ixorida inornata ingår i släktet Ixorida och familjen Cetoniidae. Inga underarter finns listade i Catalogue of Life.